# Kanton Saint-Nicolas-du-Pélem
Der Kanton Saint-Nicolas-du-Pélem war bis 2015 ein französischer Wahlkreis im Arrondissement Guingamp, im Département Côtes-d’Armor und in der Region Bretagne; sein Hauptort war Saint-Nicolas-du-Pélem.

## Gemeinden
| Gemeinde               | Bretonisch            | Einwohner (2022) | Fläche (km²) | Code postal | Code Insee |
| ---------------------- | --------------------- | ---------------- | ------------ | ----------- | ---------- |
| Canihuel               | Kanuhel               | 348              | 32.14        | 22480       | 22029      |
| Kerpert                | Kerbêr                | 269              | 21.00        | 22480       | 22092      |
| Lanrivain              | Larruen               | 465              | 36.74        | 22480       | 22115      |
| Peumerit-Quintin       | Purid-Kintin          | 184              | 14.80        | 22480       | 22169      |
| Saint-Connan           | Sant-Konan            | 297              | 13.54        | 22480       | 22284      |
| Saint-Gilles-Pligeaux  | Sant-Jili-Plijo       | 304              | 19.45        | 22480       | 22294      |
| Saint-Nicolas-du-Pélem | Sant-Nikolaz-ar-Pelem | 1.536            | 41.04        | 22480       | 22321      |
| Sainte-Tréphine        | Sant Trifin           | 187              | 12.52        | 22480       | 22331      |

## Bevölkerungsentwicklung
| 1962 | 1968 | 1975 | 1982 | 1990 | 1999 | 2006 | 2012 |
| ---- | ---- | ---- | ---- | ---- | ---- | ---- | ---- |
| 6464 | 5894 | 5340 | 4832 | 4230 | 4072 | 4011 | 3901 |